# 1913 في اليابان
فيما يلي قوائم الأحداث التي وقعت خلال عام 1913 في اليابان.

## سياسة

### انتهاء فترة المنصب
- 20 فبراير – كوريكيو تاكاهاشي governor of the Bank of Japan  [لغات أخرى]‏.

## مواليد

### يناير
- 1 يناير – تويوجي تاكاهاشي لاعب كرة قدم ياباني.
- 14 يناير – موتو تاتسوهارا لاعبو كرة قدم يابانيون.

### أبريل
- 30 أبريل – ياسو سوزوكي لاعبو كرة قدم يابانيون.

### أغسطس
- 10 أغسطس – يوشيو ساساكي

### سبتمبر
- 4 سبتمبر – كنزو تانغه
- 13 سبتمبر – تاداو هوري لاعبو كرة قدم يابانيون.
- 23 سبتمبر – توكوتارو اوكون لاعبو كرة قدم يابانيون.

### ديسمبر
- 15 ديسمبر – ماسايوشي إيتو سياسي ياباني.

## وفيات

### أكتوبر
- 10 أكتوبر – تارو كاتسورا (مواليد 1848)

### نوفمبر
- 22 نوفمبر – توكوغاوا يوشينوبو (مواليد 1837)